# Michael G. Wilson
Michael Gregg Wilson, OBE (* 21. ledna 1942 New York) je americký filmový producent a scenárista, podílející se na vzniku řady filmových bondovek.

## Osobní život
Narodil se roku 1942 v americkém New Yorku jako syn Dany (rozené Natolové) a herce Lewise Wilsonových. Jeho otec byl prvním hercem, který ztvárnil komiksovou postavu Batmana, když byl v roce 1943 obsazen do filmového seriálu The Batman.
Jeho nevlastním otcem je producent bondovek Albert R. Broccoli a nevlastní sestrou pak producentka Barbara Broccoliová. V roce 1963 absolvoval Harvey Mudd College s diplomem inženýra elektrotechniky. Poté nastoupil ke studiu práv na Stanfordově univerzitě. Po dokončení pracoval nejdříve pro americkou federální vládu a později pro firmu specializující se na mezinárodní právo se sídlem ve Washingtonu, D.C.
V roce 2008 obdržel, spolu s Barbarou Broccoliovou, Řád britského impéria (OBE).
Má dva syny, mladšího Gregga Wilsona a staršího Davida G. Wilsona, kteří pracují ve společnosti Eon Productions.

## Bondovské angažmá
Do firmy Eon Productions produkující filmy o Jamesi Bondovi vstoupil roku 1972. Nejdříve působil v právním oddělení, než se začal z pozice asistenta Cubby Broccoliho podílet na vzniku snímku Špion, který mě miloval (1977). V roce 1979 postoupil do pozice výkonného producenta u filmu Moonrakeru a od té doby se stal producentem, či výkonným producentem všech filmů série. Jako spoluproducentka s ním pracuje nevlastní sestra Barbara Broccoliová.
Na pěti filmech se podílel při psaní scénáře s Richardem Maibaumem, poprvé v roce 1981 Jen pro tvé oči. Roku 1989 byl nucen v důsledku stávky asociace spisovatelů na západním pobřeží dokončit scénář k bondovce Povolení zabíjet. Maibaum poté již nikdy nezískal bondovskou zakázku.

## Filmografie

### Výkonný producent
- Moonraker (1979)
- Jen pro tvé oči (1981)
- Chobotnička (1983)

### Producent s Albertem R. Broccolim
- Vyhlídka na vraždu (1985)
- Dech života (1987)
- Povolení zabíjet (1989)

### Producent s Barbarou Broccoliovou
- Zlaté oko (1995)
- Zítřek nikdy neumírá (1997)
- Jeden svět nestačí (1999)
- Dnes neumírej (2002)
- Casino Royale (2006)
- Quantum of Solace (2008)
- Skyfall (2012)
- Spectre (2015)
- Nancy (2018)
- Rytmická sekce  (2020)
- Není čas zemřít (2021)

### Scenárista (s Richardem Maibaumem)
- Jen pro tvé oči (1981)
- Chobotnička (1983)
- Vyhlídka na vraždu (1985)
- Dech života (1987)
- Povolení zabíjet (1989)

### Herec
- Dnes neumírej (2002) – obchodník, cameo
- Casino Royale (2006) – prokorupční policejní šéf v Černé Hoře, cameo